# Campionati italiani assoluti di ginnastica artistica 2010
I Campionati Assoluti del 2010 sono stati la 72ª edizione dei Campionati italiani assoluti di ginnastica artistica. Si sono svolti ad Ancona.

## Risultati

### Ginnastica Artistica
| Evento                 | Oro                 | Punti  | Argento          | Punti  | Bronzo               | Punti    |
| Podio femminile        |                     |        |                  |        |                      |          |
| Concorso individuale   | Elisabetta Preziosa | 55,100 | Vanessa Ferrari  | 54,900 | Carlotta Ferlito     | 53,500   |
| Corpo libero           | Vanessa Ferrari     | 14,450 | Federica Macrì   | 13,825 | Francesca Deagostini | 13,625   |
| Volteggio              | Carlotta Ferlito    | 13,775 | Erika Fasana     | 13,050 | Federica Macrì       | — 12,888 |
| Parallele asimmetriche | Vanessa Ferrari     | 14,350 | Erika Fasana     | 13,775 | Eleonora Rando       | 13,550   |
| Trave                  | Elisabetta Preziosa | 14,825 | Carlotta Ferlito | 14,075 | Erika Fasana         | 13,975   |

## Risultati (in dettaglio)

### Concorso individuale femminile
| Posizione | Ginnasta             | Volteggio | Parallele | Trave  | Corpo libero | Totale |
| --------- | -------------------- | --------- | --------- | ------ | ------------ | ------ |
| Oro       | Elisabetta Preziosa  | 14,050    | 12,550    | 14,900 | 13,600       | 55,100 |
| Argento   | Vanessa Ferrari      | 14,250    | 14,200    | 12,700 | 13,750       | 54,900 |
| Bronzo    | Carlotta Ferlito     | 13,950    | 12,500    | 13,850 | 13,200       | 53,500 |
| 4         | Francesca Deagostini | 13,400    | 12,500    | 14,050 | 13,300       | 53,250 |
| 5         | Erika Fasana         | 13,650    | 13,400    | 13,200 | 12,700       | 52,950 |
| 6         | Eleonora Rando       | 13,400    | 13,100    | 12,700 | 12,850       | 52,050 |
| 7         | Jessica Mattoni      | 13,050    | 12,900    | 13,150 | 12,600       | 51,700 |
| 8         | Alessia Scantamburlo | 13,500    | 12,050    | 12,500 | 12,600       | 50,650 |

### Corpo libero femminile
| Posizione | Ginnasta             | D Score | E Score | Pen. | Totale |
| --------- | -------------------- | ------- | ------- | ---- | ------ |
| Oro       | Vanessa Ferrari      | 5,400   | 9,050   | —    | 14,450 |
| Argento   | Federica Macrì       | 5,100   | 8,725   | —    | 13,825 |
| Bronzo    | Francesca Deagostini | 5,100   | 8,525   | —    | 13,625 |
| 4         | Elisabetta Preziosa  | 4,800   | 8,575   | -    | 13,375 |
| 5         | Carlotta Ferlito     | 5,400   | 7,300   | -    | 12,700 |
| 6         | Giulia Leni          | 5,000   | 6,050   | —    | 11,050 |

### Volteggio femminile
| Pos.    | Ginnasta         | D. Score | E. Score | Penalità | 1° Parziale | D. Score | E. Score | Penalità | 2° Parziale | Totale |
| ------- | ---------------- | -------- | -------- | -------- | ----------- | -------- | -------- | -------- | ----------- | ------ |
| Oro     | Carlotta Ferlito | 5,000    | 9,050    | —        | 14,050      | 4,400    | 9,100    | —        | 13,500      | 13,775 |
| Argento | Erika Fasana     | 4,400    | 8,525    | 0,300    | 12,625      | 4,400    | 9,075    | —        | 13,475      | 13,050 |
| Bronzo  | Federica Macrì   | 4,600    | 7,425    | —        | 12,025      | 5,000    | 8,750    | —        | 13,750      | 12,888 |
| 4       | Arianna Rocca    | 3,800    | 8,100    | —        | 11,900      | 4,400    | 7,200    | —        | 11,600      | 11,750 |

### Parallele asimmetriche
| Posizione | Ginnasta        | D Score | E Score | Pen. | Totale |
| --------- | --------------- | ------- | ------- | ---- | ------ |
| Oro       | Vanessa Ferrari | 5,800   | 8,550   | —    | 14,350 |
| Argento   | Erika Fasana    | 5,400   | 8,375   | —    | 13,775 |
| Bronzo    | Eleonora Rando  | 5,300   | 8,250   | —    | 13,550 |
| 4         | Giorgia Campana | 5,600   | 7,325   | —    | 12,935 |
| 5         | Arianna Salvi   | 5,100   | 7,725   | —    | 12,825 |
| 6         | Ilaria Bombelli | 5,000   | 7,550   | —    | 12,550 |

### Trave
| Rank    | Gymnast              | D Score | E Score | Pen. | Total  |
| ------- | -------------------- | ------- | ------- | ---- | ------ |
| Oro     | Elisabetta Preziosa  | 5,900   | 8,925   | —    | 14,825 |
| Argento | Carlotta Ferlito     | 5,600   | 8,475   | —    | 14,075 |
| Bronzo  | Erika Fasana         | 5,600   | 8,375   | —    | 13,975 |
| 4       | Giorgia Campana      | 5,200   | 8,300   | —    | 13,500 |
| 5       | Francesca Deagostini | 5,500   | 7,825   | —    | 13,325 |
| 6       | Jessica Mattoni      | 5,300   | 7,775   | —    | 13,075 |